# 차사백
차사백(車士伯, 1899년 ~ ?)은 한국의 교육인이다. 장로교 목회자 전필순의 부인이다.

## 생애
일본 오사카시의 람버트 여학원 보육전수부를 졸업하고, 1923년부터 서울의 중앙보육학교에서 교원으로 근무하기 시작했다.
1920년대 후반 기독교 여성 지식인들이 사회주의 계열과 연합해 김활란이 회장을 맡으며 결성한 근우회에 서기로 참여했다. 이후 중앙보육학교 부교장을 지내는 등 교육인으로 활동했다.
일제강점기 말기에 전필순과 마찬가지로 전쟁 지원에 나선 혐의가 있다. 김활란 등 신여성 세력과 조선귀족 부인들이 함께 조직한 애국금차회에서 간사를 맡은 것을 비롯하여, 조선임전보국단 부인대의 지도위원을 지냈다. 총후부인부대에 포함되어 함경도 지역으로 순회 강연을 떠나는 등 영향력 있는 교육인으로서 친일 강연과 좌담회에 여러 차례 참석했다. 임영신, 독고선과 함께 조선보육연맹에도 가담했다.
1945년 미군정 하에서 여학교 교장은 여성이 맡아야 한다는 내용의 여성 운동에 참여하여, 6년제의 무학공립여자중학교로 개교하여 초대 교장이 되었다. 이 학교는 일제 강점기의 경성무학공립고등여자학교가 전신이며, 현재의 무학여자고등학교이다.
2008년 공개된 민족문제연구소의 친일인명사전 수록예정자 명단의 교육/학술 부문에 포함되었다. 전필순은 이 명단의 종교 부문에 선정되어 있다.

## 같이 보기
- 근우회
- 무학여자고등학교
- 전필순

## 참고자료
- 차사백(車士伯) - 국사편찬위원회